# Copa das Confederações FIFA de 2013 – Fase final

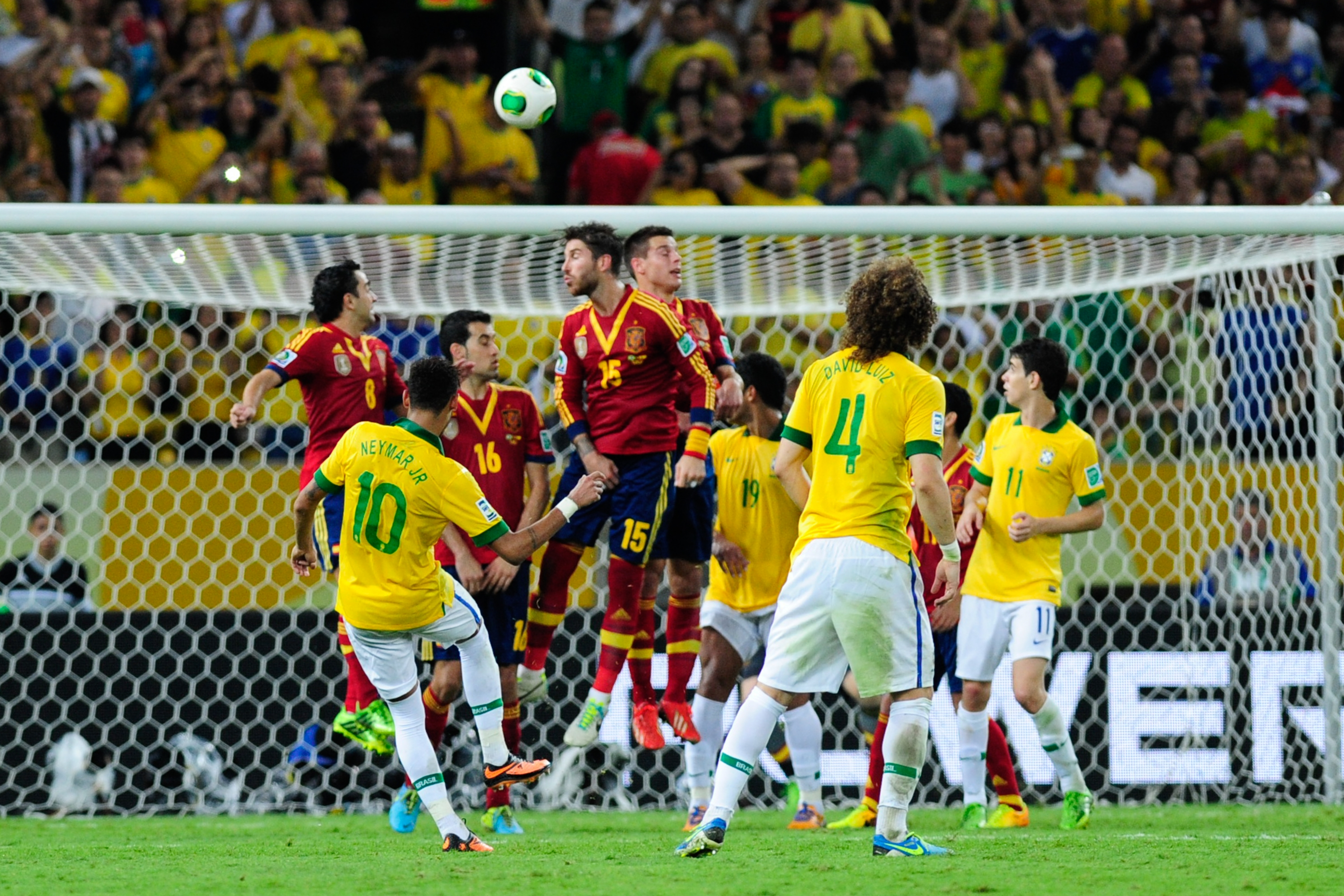
Seleções de Brasil e Espanha disputam a final no Maracanã.

A fase final da Copa das Confederações FIFA de 2013 começou no dia 26 de junho, com a fase semifinal, e foi concluída em 30 de junho de 2013, com a final no Estádio do Maracanã, no Rio de Janeiro. As duas melhores equipes de cada grupo avançaram para a fase eliminatória onde competiram no sistema de mata-mata em partida única. Também aconteceu um jogo de disputa de terceiro lugar entre os perdedores das semifinais.
Na fase final, se um jogo terminasse empatado durante os 90 minutos, haveria tempo adicional de dois períodos de 15 minutos cada. Se o resultado persistisse empatado após a prorrogação, o jogo seria decidido nos pênaltis.

## Seleções classificadas
| Grupo | Vencedores | Vices   |
| ----- | ---------- | ------- |
| A     | Brasil     | Itália  |
| B     | Espanha    | Uruguai |

## Chave
|  | Semifinais                   | Semifinais              |   |                        | Final                        | Final |  |
|  |                              |                         |   |                        |                              |       |  |
|  | 26 de junho – Belo Horizonte |                         |   |                        |                              |       |  |
|  | Brasil                       | 2                       |   |                        |                              |       |  |
|  | Uruguai                      | 1                       |   |                        |                              |       |  |
|  |                              |                         |   |                        |                              |       |  |
|  |                              |                         |   |                        | 30 de junho – Rio de Janeiro |       |  |
|  |                              |                         |   |                        | Brasil                       | 3     |  |
|  |                              | Espanha                 | 0 |                        |                              |       |  |
|  |                              |                         |   |                        |                              |       |  |
|  |                              |                         |   |                        |                              |       |  |
|  |                              |                         |   |                        | Terceiro lugar               |       |  |
|  | 27 de junho – Fortaleza      | 27 de junho – Fortaleza |   | 30 de junho – Salvador | 30 de junho – Salvador       |       |  |
|  | Espanha (pen)                | 0 (7)                   |   | Uruguai                | 2 (2)                        |       |  |
|  | Itália                       | 0 (6)                   |   |                        | Itália (pen)                 | 2 (3) |  |

## Jogos
Todos os jogos listados estão no horário de Brasília (UTC−3).

### Semifinais
Brasil vs. Uruguai
Partida "Um Milhão das Américas"
| 26 de junho | Brasil                  | 2 – 1     | Uruguai    | Estádio Mineirão, Belo Horizonte           |
| 16:00       | Fred 41' · Paulinho 86' | Relatório | Cavani 48' | Público: 57 483 Árbitro: CHI Enrique Osses |

| Brasil | Uruguai |

| BRASIL:             |    |              |     |       |
|                     |    |              |     |       |
| GR                  | 12 | Júlio César  |     |       |
| LE                  | 2  | Daniel Alves |     |       |
| ZA                  | 3  | Thiago Silva |     |       |
| ZA                  | 4  | David Luiz   | 13' |       |
| LD                  | 6  | Marcelo      | 75' |       |
| MC                  | 18 | Paulinho     |     |       |
| MC                  | 17 | Luiz Gustavo | 39' |       |
| MC                  | 11 | Oscar        |     | 73'   |
| AT                  | 19 | Hulk         |     | 64'   |
| AT                  | 10 | Neymar       |     | 90+1' |
| AT                  | 9  | Fred         |     |       |
| Substituições:      |    |              |     |       |
| MC                  | 20 | Bernard      |     | 64'   |
| MC                  | 8  | Hernanes     |     | 73'   |
| ZA                  | 13 | Dante        |     | 90+1' |
| Treinador:          |    |              |     |       |
| Luiz Felipe Scolari |    |              |     |       |

| URUGUAI:       |    |                    |     |     |
|                |    |                    |     |     |
| GR             | 1  | Fernando Muslera   |     |     |
| LD             | 16 | Maxi Pereira       |     |     |
| ZA             | 2  | Diego Lugano       |     |     |
| ZA             | 3  | Diego Godín        |     |     |
| LE             | 22 | Martín Cáceres     |     |     |
| MC             | 20 | Álvaro González    | 74' | 83' |
| MC             | 17 | Egidio Arévalo     |     |     |
| MC             | 7  | Cristian Rodríguez |     |     |
| AT             | 10 | Diego Forlán       |     |     |
| AT             | 21 | Edinson Cavani     | 21' |     |
| AT             | 9  | Luis Suárez        |     |     |
| Substituições: |    |                    |     |     |
| MC             | 5  | Walter Gargano     |     | 83' |
| Treinador:     |    |                    |     |     |
| Óscar Tabárez  |    |                    |     |     |

| Melhor em campo: Júlio César (Brasil) Bandeirinhas: Carlos Astroza Sergio Román Quarto árbitro: Joel Aguilar Quinto árbitro: William Torres |

Espanha vs. Itália
| 27 de junho | Espanha | 0 – 0 (pro) | Itália | Estádio Castelão, Fortaleza              |
| 16:00       |         | Relatório   |        | Público: 56 083 Árbitro: ENG Howard Webb |

|                                                     |       | Penalidades                                                 |  |
| Xavi Iniesta Piqué Sergio Ramos Mata Busquets Navas | 7 – 6 | Candreva Aquilani De Rossi Giovinco Pirlo Montolivo Bonucci |  |

| Espanha | Itália |

| ESPANHA:           |    |                 |        |     |
|                    |    |                 |        |     |
| GR                 | 1  | Iker Casillas   |        |     |
| LD                 | 17 | Álvaro Arbeloa  |        |     |
| ZA                 | 15 | Sergio Ramos    |        |     |
| ZA                 | 3  | Gerard Piqué    | 105+1' |     |
| LE                 | 18 | Jordi Alba      |        |     |
| VL                 | 16 | Sergio Busquets |        |     |
| MC                 | 8  | Xavi            |        |     |
| MC                 | 6  | Andrés Iniesta  |        |     |
| AT                 | 11 | Pedro           |        | 79' |
| AT                 | 21 | David Silva     |        | 53' |
| AT                 | 9  | Fernando Torres |        | 94' |
| Substituições:     |    |                 |        |     |
| MC                 | 22 | Jesús Navas     |        | 53' |
| MC                 | 13 | Juan Mata       |        | 79' |
| MC                 | 4  | Javi Martínez   |        | 94' |
| Treinador:         |    |                 |        |     |
| Vicente del Bosque |    |                 |        |     |

| ITÁLIA:          |    |                      |     |     |
|                  |    |                      |     |     |
| GR               | 1  | Gianluigi Buffon     |     |     |
| ZA               | 15 | Andrea Barzagli      |     | 46' |
| ZA               | 19 | Leonardo Bonucci     |     |     |
| ZA               | 3  | Giorgio Chiellini    |     |     |
| MC               | 2  | Christian Maggio     |     |     |
| VL               | 21 | Andrea Pirlo         |     |     |
| VL               | 16 | Daniele De Rossi     | 65' |     |
| MC               | 22 | Emanuele Giaccherini |     |     |
| AT               | 6  | Antonio Candreva     |     |     |
| AT               | 8  | Claudio Marchisio    |     | 80' |
| AT               | 11 | Alberto Gilardino    |     | 91' |
| Substituições:   |    |                      |     |     |
| MC               | 18 | Riccardo Montolivo   |     | 46' |
| MC               | 7  | Alberto Aquilani     |     | 80' |
| AT               | 10 | Sebastian Giovinco   |     | 91' |
| Treinador:       |    |                      |     |     |
| Cesare Prandelli |    |                      |     |     |

| Melhor em campo: Iker Casillas (Espanha) Bandeirinhas: Darren Cann Mike Mullarkey Quarto árbitro: Pedro Proença Quinto árbitro: Bertino Miranda |

### Disputa pelo 3º lugar
| 30 de junho | Uruguai         | 2 – 2 (pro) | Itália                    | Arena Fonte Nova, Salvador                   |
| 13:00       | Cavani 58', 78' | Relatório   | Astori 24' · Diamanti 73' | Público: 43 382 Árbitro: ALG Djamel Haimoudi |

|                                      |       | Penalidades                                 |  |
| Forlán Cavani Suárez Cáceres Gargano | 2 – 3 | Aquilani El Shaarawy De Sciglio Giaccherini |  |

| Uruguai | Itália |

| URUGUAI:       |    |                    |     |      |
|                |    |                    |     |      |
| GR             | 1  | Fernando Muslera   |     |      |
| LD             | 16 | Maxi Pereira       | 8'  | 81'  |
| ZA             | 2  | Diego Lugano       |     |      |
| ZA             | 3  | Diego Godín        |     |      |
| LE             | 22 | Martín Cáceres     |     |      |
| MC             | 5  | Walter Gargano     |     |      |
| MC             | 17 | Egidio Arévalo     |     | 106' |
| MC             | 7  | Cristian Rodríguez |     | 56'  |
| AT             | 10 | Diego Forlán       |     |      |
| AT             | 21 | Edinson Cavani     |     |      |
| AT             | 9  | Luis Suárez        | 61' |      |
| Substituições: |    |                    |     |      |
| MC             | 20 | Álvaro González    |     | 56'  |
| MC             | 6  | Álvaro Pereira     |     | 81'  |
| MC             | 15 | Diego Pérez        |     | 106' |
| Treinador:     |    |                    |     |      |
| Óscar Tabárez  |    |                    |     |      |

| ITÁLIA:          |    |                      |           |     |
|                  |    |                      |           |     |
| GR               | 1  | Gianluigi Buffon     |           |     |
| LD               | 2  | Christian Maggio     |           |     |
| ZA               | 4  | Davide Astori        |           | 95' |
| ZA               | 3  | Giorgio Chiellini    | 55'       |     |
| LE               | 5  | Mattia De Sciglio    |           |     |
| MC               | 6  | Antonio Candreva     |           |     |
| MC               | 16 | Daniele De Rossi     |           | 70' |
| MC               | 18 | Riccardo Montolivo   | 82', 110' |     |
| AT               | 23 | Alessandro Diamanti  |           | 82' |
| AT               | 14 | Stephan El Shaarawy  |           |     |
| AT               | 11 | Alberto Gilardino    |           |     |
| Substituições:   |    |                      |           |     |
| MC               | 7  | Alberto Aquilani     |           | 70' |
| MC               | 22 | Emanuele Giaccherini |           | 82' |
| ZA               | 19 | Leonardo Bonucci     |           | 95' |
| Treinador:       |    |                      |           |     |
| Cesare Prandelli |    |                      |           |     |

| Melhor em campo: Edinson Cavani (Uruguai) Bandeirinhas: Redouane Achik Abdelhak Etchiali Quarto árbitro: Yuichi Nishimura Quinto árbitro: Toru Sagara |

### Final
| 30 de junho | Brasil                    | 3 – 0     | Espanha | Estádio do Maracanã, Rio de Janeiro        |
| 19:00       | Fred 2', 47' · Neymar 44' | Relatório |         | Público: 73 531 Árbitro: NED Björn Kuipers |

| Brasil | Espanha |

| BRASIL:             |    |              |
|                     |    |              |
| GR                  | 12 | Júlio César  |
| LD                  | 2  | Daniel Alves |
| ZA                  | 3  | Thiago Silva |
| ZA                  | 4  | David Luiz   |
| LE                  | 6  | Marcelo      |
| VL                  | 18 | Paulinho 88' |
| VL                  | 17 | Luiz Gustavo |
| MC                  | 11 | Oscar        |
| AT                  | 19 | Hulk 73'     |
| AT                  | 10 | Neymar       |
| AT                  | 9  | Fred 80'     |
| Suplentes:          |    |              |
| MC                  | 23 | Jadson 73'   |
| AT                  | 21 | Jô 80'       |
| VL                  | 8  | Hernanes 88' |
| Treinador:          |    |              |
| Luiz Felipe Scolari |    |              |

| ESPANHA:           |    |                          |
|                    |    |                          |
| GR                 | 1  | Iker Casillas            |
| LD                 | 17 | Álvaro Arbeloa 14' 45+1' |
| ZA                 | 15 | Sergio Ramos 27'         |
| ZA                 | 3  | Gerard Piqué 68'         |
| LE                 | 18 | Jordi Alba               |
| VL                 | 16 | Sergio Busquets          |
| MC                 | 8  | Xavi                     |
| MC                 | 6  | Andrés Iniesta           |
| AT                 | 11 | Pedro Rodríguez          |
| AT                 | 13 | Juan Mata 52'            |
| AT                 | 9  | Fernando Torres 59'      |
| Suplentes:         |    |                          |
| ZA                 | 5  | César Azpilicueta 45+1'  |
| MC                 | 22 | Jesús Navas 52'          |
| AT                 | 7  | David Villa 59'          |
| Treinador:         |    |                          |
| Vicente del Bosque |    |                          |

| Melhor em campo: Neymar (Brasil) Bandeirinhas: Sander van Roekel Erwin Zeinstra Quarto árbitro: Felix Brych Quinto árbitro: Mark Borsch |